# Roger Deakins
Roger Antony Deakins (født 24. maj 1949) er en engelsk BAFTA Award-vindende filmfotograf, der bl.a. har arbejdet på Coen-brødrenes film. Deakins har hele 15 gange været nomineret til en Oscar for bedste fotografering.
Deakins har modtaget Oscar-statuetten to gange. I 2018 vandt han en Oscar for sit arbejde på Blade Runner 2049 og i 2020 vandt han for 1917.

## Udvalgt filmografi
- 1917 (2019)
- The Goldfinch (2019)
- Blade Runner 2049 (2017)
- Hail, Caesar! (2016)
- Sicario (2015)
- Unbroken (2014)
- Prisoners (2013)
- Skyfall (2012)
- In time (2011)
- True Grit (2010)
- The Company Men (2010)
- A Serious Man (2009)
- Revolutionary Road (2008)
- The Reader (2008)
- Doubt (2008)
- WALL-E (2008)
- The Assassination of Jesse James by the Coward Robert Ford (2007)
- No Country for Old Men (2007)
- In the Valley of Elah (2007)
- Jarhead (2006)
- The Ladykillers (2004)
- The Village (2004)
- Intolerable Cruelty (2003)
- House of Sand and Fog (2003)
- The Man Who Wasn't There (2001)
- A Beautiful Mind (2001)
- O Brother, Where Art Thou? (2000)
- The Big Lebowski (1998)
- Kundun (1997)
- Fargo (1996)
- Dead Man Walking (1995)
- The Hudsucker Proxy (1994)
- The Shawshank Redemption (1994)
- Barton Fink (1991)